# Piliocolobus pennantii
Procolobus pennantii là một loài động vật có vú trong họ Cercopithecidae, bộ Linh trưởng. Loài này được Waterhouse mô tả năm 1838.

## Hình ảnh

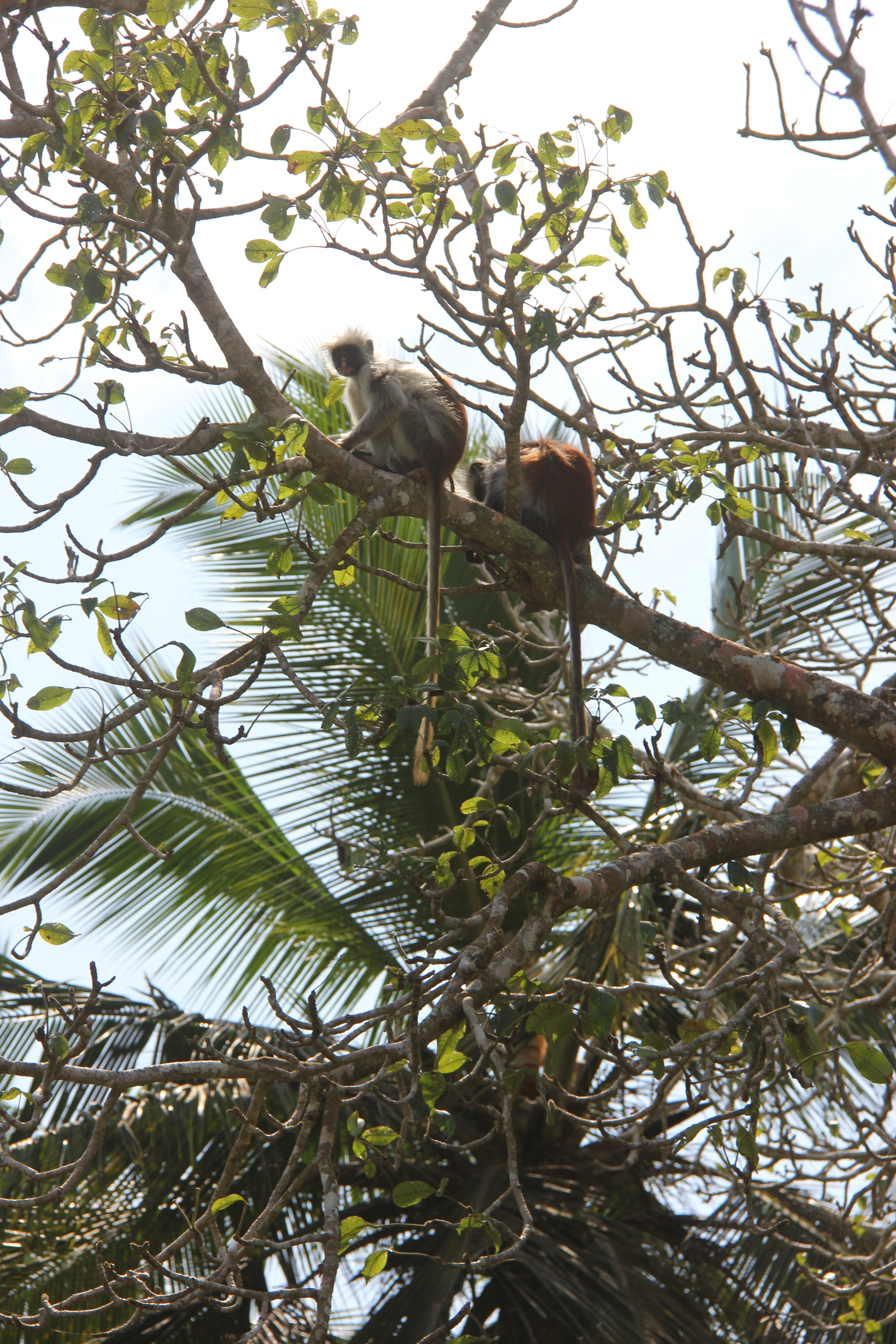
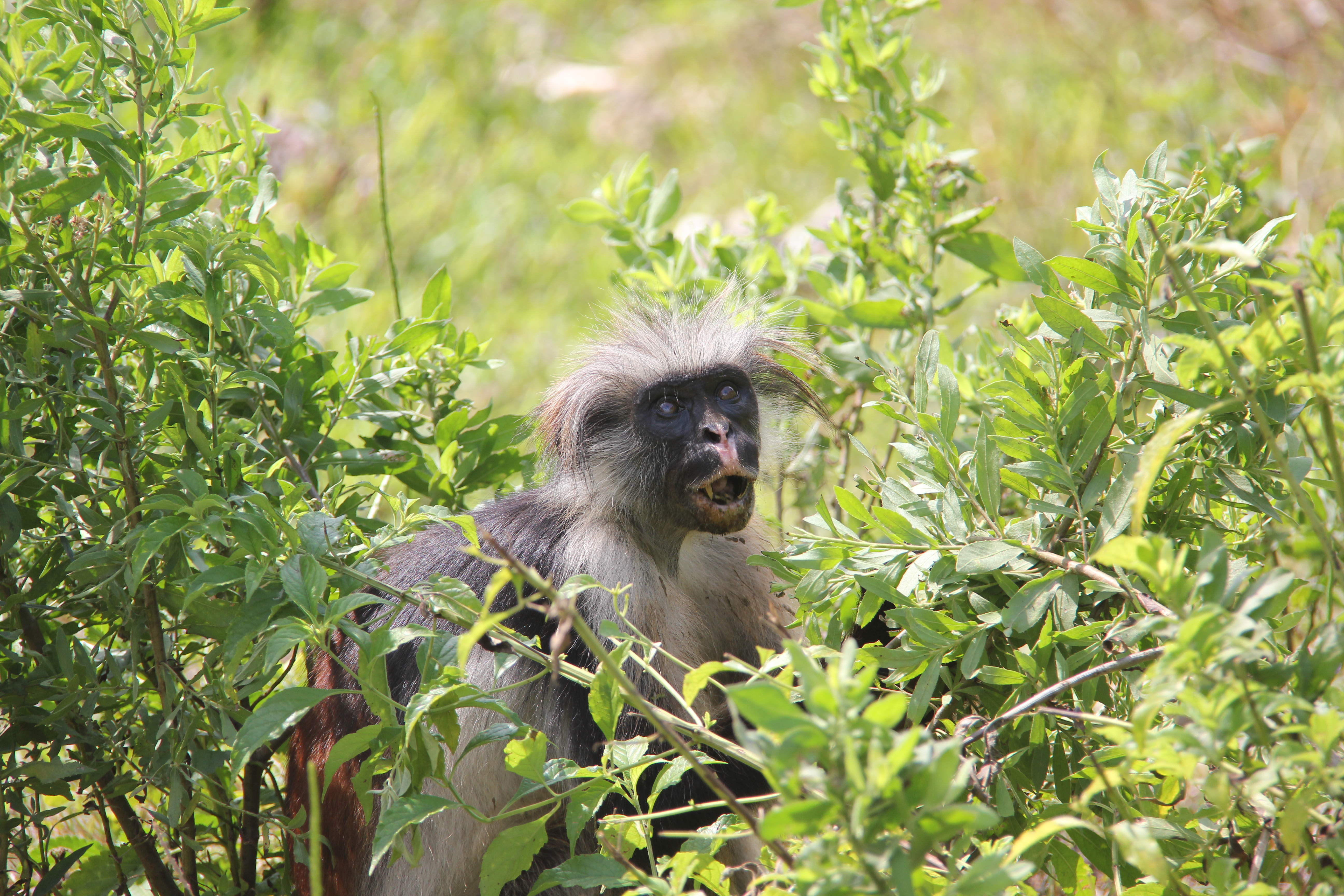
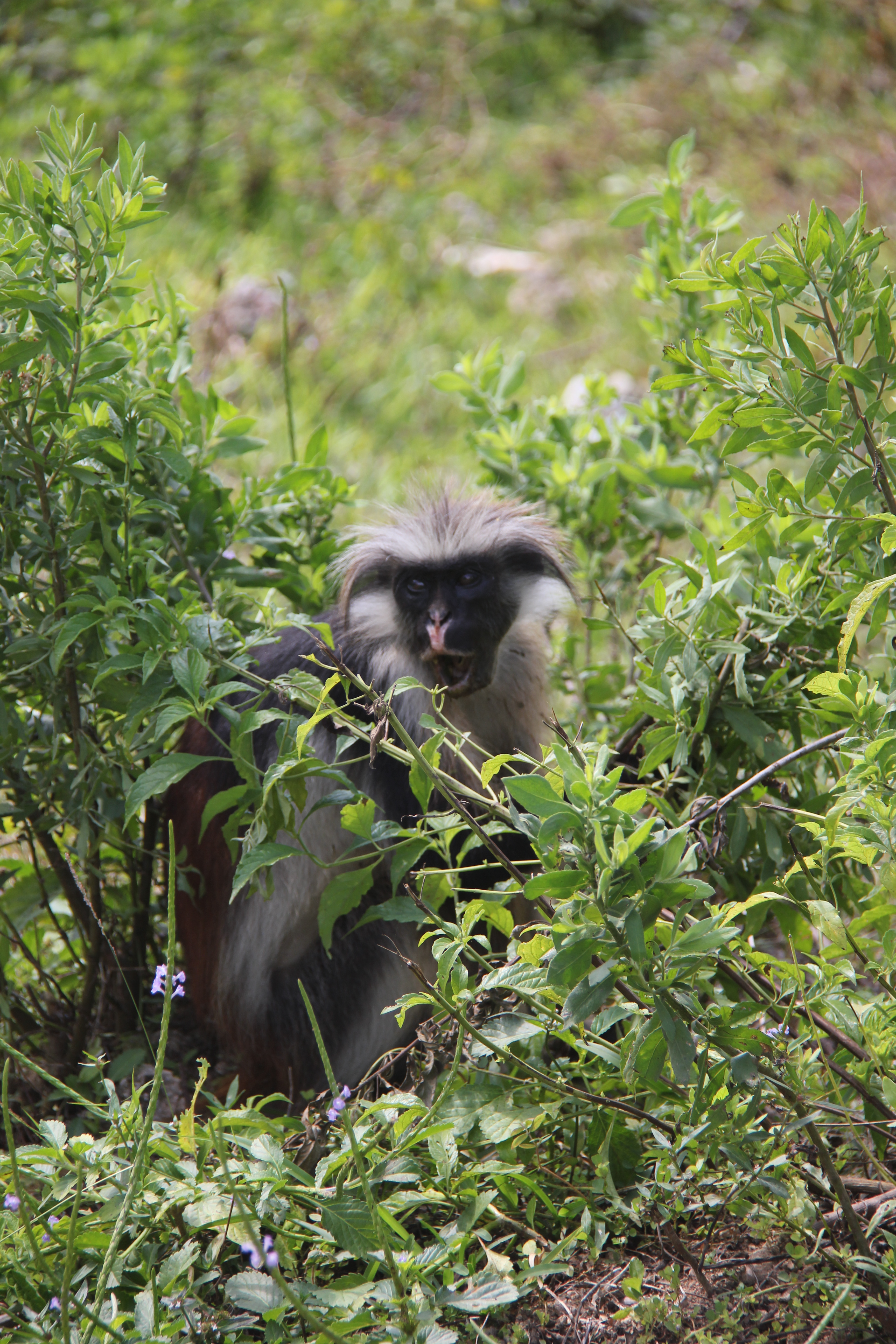
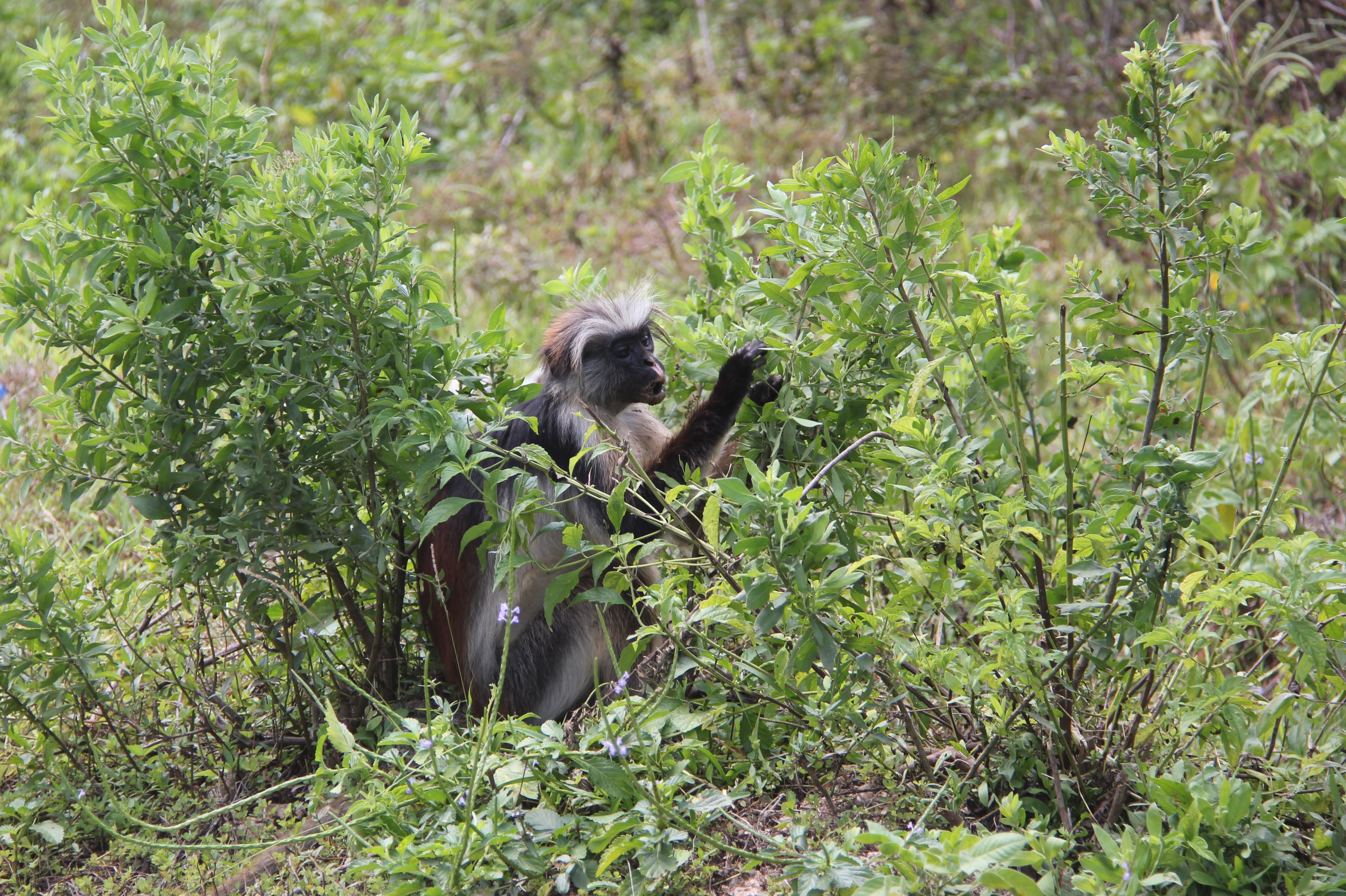